# ترزا کسوویا
ترزا کسوویا (به انگلیسی: Tereza Kesovija) (زاده ۳ اکتبر ۱۹۳۸) خواننده اهل کرواسی است.
او نماینده یوگسلاوی در یوروویژن ۱۹۷۲ بود.